# Tossinfezione alimentare
Per tossinfezione alimentare si intende una malattia di origine alimentare, provocata dal consumo di alimenti contenenti tossine di varia origine. 
Le tossinfezioni alimentari si differenziano dalle infezioni alimentari in quanto la patologia non è provocata dalla presenza o attività di microrganismi infettanti, ma da tossine. Gli agenti patogeni che possono portare ad una tossinfezione alimentare possono essere:
- Sostanze xenobiotiche, cioè sostanze chimiche estranee alla normale composizione dell'alimento che possono avere varia origine: idrocarburi policiclici aromatici, ammine eterocicliche, acrilammide (si formano durante la cottura degli alimenti), pesticidi dell'industria agraria e residui di farmaci veterinari derivanti dai processi produttivi delle materie prime, radionuclidi, cadmio, cromo, mercurio, nichel, piombo di origine ambientale che entrano nei processi produttivi delle materie prime ed effetti di migrazione dei MOCA (materiali e oggetti a contatto con alimenti);

- Funghi tossici o mortali Amanita phalloides, Amanita muscaria, Omphalotus olearius, o le muffe che producono aflatossina;

- Batteri che producono tossine, o all'interno dell'intestino, o rilasciate al seguito della rottura della parete cellulare e della morte del batterio, o prodotte dal batterio durante la sua persistenza sull'alimento;

- Alghe unicellulari che producono biotossine algali:
- Virus del gruppo dei calicivirus o dell'epatite A ed E.